# Апришко Євген Анатолійович
Євген Анатолійович Апришко (нар. 23 січня 1985, Кіровське, Донецька область, УРСР) — український футболіст, півзахисник аматорського клубу «Олімпія» (Савинці).

## Життєпис

### «Сталь» (Дніпродзержинськ)
Вихованець кіровської ДЮСШ та донецького УОР ім. Сергія Бубки. Дорослу футбольну кар'єру розпочав у 2004 році в складі дніпродзержинської «Сталі». Дебютував за дніпродзержинську команду 18 квітня 2004 року в переможному (1:0) домашньому поєдинку 20-о туру групи В Другої ліги проти полтавської «Ворскли-2». Євген вийшов на поле на 79-й хвилині, замінивши Олексія Левченка. Дебютним голом у футболці «сталеварів» відзначився 18 травня 2004 року на 90+3-й хвилині переможного (1:0) виїзного поєдинку 25-о туру групи В Другої ліги проти харківського «Металіста-2». Апришко вийшов на поле на 46-й хвилині, замінивши Олексія Левченка. Допоміг «сталеварам» за підсумками сезону 2003/04 років вийти до Першої ліги. В складі «Сталі» в чемпіонатах України зіграв 14 матчів та відзначився 2-а голами, ще 1 поєдинок провів у кубку України.

### «Титан» (Армянськ)
Під час зимового трансферного вікна сезону 2004/05 років перейшов до армянського «Титану». Дебютував у складі армянського клубу 12 квітня 2005 року в переможному (2:0) домашньому поєдинку 15-о туру групи Б Другої ліги проти кіровоградської «Зірки». Євген вийшов на поле на 90-й хвилині, замінивши Сергія Петроченка. Дебютним голом у футболці «Титану» відзначився 9 жовтня 2005 року на 32-й хвилині переможного (2:1) домашнього поєдинку 9-о туру групи Б Другої ліги проти ялтинського «Ялоса». Апришко вийшов на поле в стартовому складі та відіграв увесь матч. У складі армянського клубу в Другій лізі зіграв 25 матчів та відзначився 2-а голами.

### «Нафком»
Взимку 2007 року перейшов до складу броварського «Нафкому». Дебютував у футболці броварського клубу 10 квітня 2007 року в переможному (2:1) домашньому поєдинку 19-о туру групи А Другої ліги проти южноукраїнської «Енергії». Євген вийшов на поле в стартовому складі, а на 85-й хвилині його замінив Олександр Варивода. Єдиним голом у складі «Нафкома» відзначився 25 травня 2007 року на 6-й хвилині переможного (6:0) виїзного поєдинку 26-о туру групи А Другої ліги проти боярського «Інтера». Апришко вийшов на поле в стартовому складі, а на 46-й хвилині його замінив Роман Дорош. У футболці «Нафкома» в Другій лізі зіграв 14 матчів та відзначився 1 голом, ще 2 поєдинки провів у кубку України.

### Перший прихід у «Кремінь»
Під час літнього трансферного вікна 2007 року перейшов у кременчуцький «Кремінь». Дебютував за кременчужан 14 вересня 2007 року в переможному (2:1) домашньому поєдинку 9-о туру групи Б Другої ліги проти криворізького «Гірника». Євген вийшов на поле на 57-й хвилині, замінивши Олексія Тимченка, а на 90-й хвилині й самого Євгена замінив Євген Шевченко. Дебютним голом у складі «Кременя» відзначився 14 травня 2008 року на 30-й хвилині програного (1:3) домашнього поєдинку 27-о туру групи Б Другої ліги проти донецького «Шахтаря-3». Апришко вийшов на поле в стартовому складі та відіграв увесь матч. У футболці «Кременя» в чемпіонаті України зіграв 62 матчі та відзначився 8-а голами, ще 1 поєдинок провів у кубку України. По завершенні сезону 2009/10 років залишив кременчуцьку команду.

### Повернення у «Сталь»
Влітку 2010 року повернувся до дніпродзержинської «Сталі». Дебютував у футболці дніпродзержинців 25 липня 2010 року в нічийному (0:0) домашньому поєдинку 1-о туру групи Б Другої ліги проти ФК «Полтави». Євген вийшов на поле в стартовому складі, а на 42-й хвилині його замінив Олександр Васильєв. Дебютним голом за «сталеварів» відзначився 14 серпня 2010 року на 34-й хвилині 4-о туру групи Б Другої ліги проти дніпропетровського «Дніпра-2». Апришко вийшов на поле в стартовому складі, а на 64-й хвилині його замінив Андрій Скарлош. У складі дніпродзержинців у Другій лізі зіграв 12 матчів та відзначився 3-а голами, ще 2 матчі провів у кубку України. Під час зимової перерви сезону 2010/11 років залишив розташування команди.

### Другий прихід у «Кремінь»
У 2011 році повертається до «Кременя». Дебютував за кременчуцьку команду 9 квітня 2011 року в переможному (1:0) домашньому поєдинку 16-о туру групи Б Другої ліги проти донецького «Шахтаря-3». Євген вийшов на поле на 90-й хвилині, замінивши Віталія Собка. Дебютним голом за «Кремінь» відзначився 1 жовтня 2011 року на 88-й хвилині (реалізував пенальті) переможного (1:0) домашнього поєдинку 11-о туру групи Б Другої ліги проти горностаївського «Миру». Євген вийшов на поле на 59-й хвилині, замінивши Євгена Волгу. У складі «Кременя» в Другій лізі відіграв 109 матчів та відзначився 11-а голами, ще 6 матчів провів у кубку України. Під час зимової перерви сезону 2015/16 років залишив розташування кременчуцького клубу.

### Завершення професіональної кар'єри
Після відходу з «Кременя» оголосив про завершення футбольної кар'єри та намір служити в поліції. З 2016 року захищає кольори аматорського клубу «Олімпія» (Савинці), яка виступає в чемпіонаті Полтавської області.

## Статистика

### Клубна
Станом на 2 червня 2010 року
| Клуб                       | Сезон   | Ліга  | Ліга | Кубок | Кубок | Загалом | Загалом |
| Клуб                       | Сезон   | Матчі | Голи | Матчі | Голи  | Матчі   | Голи    |
| -------------------------- | ------- | ----- | ---- | ----- | ----- | ------- | ------- |
| «Сталь» (Дніпродзержинськ) | 2003-04 | 7     | 1    | 0     | 0     | 7       | 1       |
| «Сталь» (Дніпродзержинськ) | 2004-05 | 8     | 1    | 0     | 0     | 8       | 1       |
| «Сталь» (Дніпродзержинськ) | Загалом | 15    | 2    | 0     | 0     | 15      | 2       |
| «Титан» (Армянськ)         | 2004-05 | 2     | 0    | 0     | 0     | 2       | 0       |
| «Титан» (Армянськ)         | 2005-06 | 21    | 2    | 0     | 0     | 21      | 2       |
| «Титан» (Армянськ)         | Загалом | 23    | 2    | 0     | 0     | 23      | 2       |
| «Нафком»                   | 2006-07 | 10    | 1    | 2     | 0     | 12      | 1       |
| «Нафком»                   | 2007-08 | 4     | 0    | 0     | 0     | 4       | 0       |
| «Нафком»                   | Загалом | 14    | 1    | 2     | 0     | 16      | 1       |
| «Кремінь»                  | 2007-08 | 23    | 2    | 0     | 0     | 23      | 2       |
| «Кремінь»                  | 2008-09 | 30    | 2    | 1     | 0     | 30      | 2       |
| «Кремінь»                  | 2009-10 | 9     | 4    | 0     | 0     | 9       | 4       |
| «Кремінь»                  | Загалом | 62    | 8    | 1     | 0     | 63      | 8       |
| Кар'єра                    | Загалом | 114   | 13   | 3     | 0     | 117     | 13      |